# پنجاب غربی
ایالت پنجاب غربی (پنجابی: ‎لهندا پنجاب‎، اردو: مغربی پنجاب‎) ایالتی سابق بین سالیان ۱۹۴۷ تا ۱۹۵۵ در قلمرو پاکستان بود که پس از استقلال پاکستان از نیمه غربی ایالت پنجاب بریتانیا تأسیس و با اجرای طرح یک واحدی در سال ۱۹۵۵ منحل شد.
این ایالت مساحتی بالغ بر ۱۵۹۳۴۴ کیلومتر مربع (۶۱۵۲۳ مایل مربع) را دربر می‌گرفت که بخش اعظم ایالت پنجاب فعلی و ناحیه پایتختی اسلام‌آباد را شامل می‌شد ضمن آنکه لاهور به عنوان بزرگ‌ترین شهر و مرکز ایالت عمل می‌کرد. ایالت غربی، ایالت شاهزاده نشین بهاوالپور را که طی انحلال طرح یک واحدی با پنجاب فعلی ترکیب شد شامل نمی‌شد. این ایالت از چهار بخش (لاهور، سرگوده، مولتان و راولپندی) تشکیل شده بود و لاهور به عنوان بزرگ‌ترین شهر و مرکز ایالت عمل می‌کرد.
ایالت پنجاب غربی از سمت شمال با جامو و کشمیر آزاد، از سمت شمال شرق با جامو و کشمیر تحت مدیریت هند، از سمت شمال غرب به ایالت مرزی شمال غربی، از سمت شرق با پنجاب شرقی (هند)، از سمت جنوب شرق با ایالت شاهزاده نشین بهاوالپور، از سمت جنوب غرب با ایالت بلوچستان بریتانیا، از سمت جنوب با ایالت سند محدود می‌شد.
این ایالت با ایجاد طرح یک واحدی در سال ۱۹۵۵ منحل و در ایالت پاکستان غربی ادغام شد.

## تاریخچه
ایجاد پاکستان در سال ۱۹۴۷ منجر به تقسیم ایالت پنجاب در هند بریتانیا به دو ایالت جدید شد. پنجاب شرقی که عمدتاً جمعیت سیک و هندو داشت بخشی از کشور جدید هند شد و در حالی که پنجاب غربی با نیز که عمدتاً جمعیت مسلمان بخشی از کشور جدید پاکستان شد. نام پنجاب غربی در سال ۱۹۵۰ از ایالت پنجاب غربی به ایالت پنجاب کوتاه شد. پنجاب غربی در سال ۱۹۵۵ تحت طرح یک واحدی توسط نخست‌وزیر وقت چودهری محمد علی به ایالت پاکستان غربی ادغام شد.

## احیای مجدد
هنگامی که پاکستان غربی طی انحلال طرح یک واحدی توسط یحیی خان در تاریخ۳۰ مارس ۱۹۷۰ منحل اعلام شد پس از آن احیای ایالت‌های چهارگانه پنجاب، سند، بلوچستان، شمال غربی در دستور کار قرار گرفت و مناطق سابق ایالت پنجاب غربی با ایالت شاهزاده نشین بهاوالپور برای ایجاد ایالت پنجاب جدید ترکیب شدند.

## دولت
دفاتر فرمانداری پنجاب غربی و وزیر ارشد پنجاب غربی از ۱۵ اوت ۱۹۴۷ تا ۱۴ اکتبر ۱۹۵۵ پابرجا بودند. اولین فرماندار پنجاب سر فرانسیس مودی و اولین وزیر ارشد پنجاب غربی نیز افتخار حسین خان ممدوت بود. هر دو دفتر در سال ۱۹۵۵، زمانی که ایالت پاکستان غربی تصویب شد لغو شدند. آخرین فرماندار پنجاب غربی مشتاق احمد گورمانی با انتخاب نخست‌وزیر چودهری محمد علی اولین فرماندار پاکستان غربی شد.
| تصدی                           | فرماندار پنجاب غربی      |
| ------------------------------ | ------------------------ |
| ۱۵ اوت ۱۹۴۷–۲ اوت ۱۹۴۹         | سر فرانسیس مودی          |
| ۲ اوت ۱۹۴۹–۲۴ نوامبر ۱۹۵۱      | سردار عبدالرب نیشتر      |
| ۲۴ نوامبر ۱۹۵۱–۲ مه ۱۹۵۳       | اسماعیل ابراهیم چوندریگر |
| ۲ مه ۱۹۵۳–۲۴ ژوئن ۱۹۵۴         | میان امین الدین          |
| ۲۶ سپتامبر ۱۹۵۴–۲۶ نوامبر ۱۹۵۴ | حبیب ابراهیم رحمت‌الله    |
| ۲۷ نوامبر ۱۹۵۴–۱۴ اکتبر ۱۹۵۵   | مشتاق احمد گورمانی       |
| ۱۴ اکتبر ۱۹۵۵                  | ایالت پنجاب غربی منحل شد |

| تصدی                        | وزیر ارشد پنجاب غربی     | حزب سیاسی        |
| --------------------------- | ------------------------ | ---------------- |
| ۱۵ اوت ۱۹۴۷–۲۵ ژانویه ۱۹۴۹  | افتخار حسین خان          |                  |
| ۲۵ ژانویه ۱۹۴۹–۵ آوریل ۱۹۵۲ | قانون فرماندار           |                  |
| ۵ آوریل ۱۹۵۲–۳ آوریل ۱۹۵۳   | میان ممتاز دولتانه       | مسلم لیگ پاکستان |
| ۳ آوریل ۱۹۵۳–۲۱ مه ۱۹۵۵     | ملک فیروز خان نون        | مسلم لیگ پاکستان |
| ۲۱ مه ۱۹۵۵–۱۴ اکتبر ۱۹۵۵    | عبدالحمید خان دستی       |                  |
| ۱۴ اکتبر ۱۹۵۵               | ایالت پنجاب غربی منحل شد |                  |

## جمعیت‌شناسی

### دین

#### سرشماری ۱۹۰۱
ادیان در پنجاب غربی، پاکستان (سال 1901)
| ناحیه/ ایالت شاهزاده نشین                  | اسلام     | اسلام  | هندوئیسم  | هندوئیسم | آئین سیک | آئین سیک | مسیحیت | مسیحیت | آئین جین | آئین جین | دیگر | دیگر   | مجموع      | مجموع |
| ناحیه/ ایالت شاهزاده نشین                  | Pop.      | %      | Pop.      | %        | Pop.     | %        | Pop.   | %      | Pop.     | %        | Pop. | %      | Pop.       | %     |
| ------------------------------------------ | --------- | ------ | --------- | -------- | -------- | -------- | ------ | ------ | -------- | -------- | ---- | ------ | ---------- | ----- |
| ناحیه لاهور                                | ۷۱۷٬۵۱۹   | ۶۱٫۷۴٪ | ۲۷۶٬۳۷۵   | ۲۳٫۷۸٪   | ۱۵۹٬۷۰۱  | ۱۳٫۷۴٪   | ۷٬۲۹۶  | ۰٫۶۳٪  | ۱٬۰۴۷    | ۰٫۰۹٪    | ۱۷۱  | ۰٫۰۱٪  | ۱٬۱۶۲٬۱۰۹  | ۱۰۰٪  |
| ناحیه سیالکوت                              | ۷۱۶٬۹۵۳   | ۶۶٫۱۵٪ | ۳۰۲٬۰۱۲   | ۲۷٫۸۶٪   | ۵۰٬۹۸۲   | ۴٫۷٪     | ۱۱٬۹۳۹ | ۱٫۱٪   | ۲٬۰۰۸    | ۰٫۱۹٪    | ۱۵   | ۰٪     | ۱٬۰۸۳٬۹۰۹  | ۱۰۰٪  |
| ناحیه راولپندی                             | ۸۰۳٬۲۸۳   | ۸۶٫۳۲٪ | ۸۶٬۲۶۹    | ۹٫۲۷٪    | ۳۲٬۲۳۴   | ۳٫۴۶٪    | ۷٬۶۱۴  | ۰٫۸۲٪  | ۱٬۰۶۸    | ۰٫۱۱٪    | ۶۷   | ۰٫۰۱٪  | ۹۳۰٬۵۳۵    | ۱۰۰٪  |
| ناحیه فیصل آباد                            | ۴۸۴٬۶۵۷   | ۶۱٫۲٪  | ۲۱۰٬۴۵۹   | ۲۶٫۵۸٪   | ۸۸٬۰۴۹   | ۱۱٫۱۲٪   | ۸٬۶۷۲  | ۱٫۱٪   | ۲۳       | ۰٪       | ۱    | ۰٪     | ۷۹۱٬۸۶۱    | ۱۰۰٪  |
| ناحیه گوجرانوالا                           | ۵۳۱٬۹۰۸   | ۷۰٫۲۸٪ | ۱۶۹٬۵۹۴   | ۲۲٫۴۱٪   | ۵۱٬۶۰۷   | ۶٫۸۲٪    | ۲٬۷۴۸  | ۰٫۳۶٪  | ۹۳۲      | ۰٫۱۲٪    | ۸    | ۰٪     | ۷۵۶٬۷۹۷    | ۱۰۰٪  |
| ناحیه گجرات                                | ۶۵۵٬۸۳۸   | ۸۷٫۳۸٪ | ۶۹٬۳۴۶    | ۹٫۲۴٪    | ۲۴٬۸۹۳   | ۳٫۳۲٪    | ۴۶۰    | ۰٫۰۶٪  | ۱۱       | ۰٪       | ۰    | ۰٪     | ۷۵۰٬۵۴۸    | ۱۰۰٪  |
| بهاوالپور                                  | ۵۹۸٬۱۳۹   | ۸۲٫۹۷٪ | ۱۱۴٬۶۷۰   | ۱۵٫۹۱٪   | ۷٬۹۸۵    | ۱٫۱۱٪    | ۸۳     | ۰٫۰۱٪  | ۰        | ۰٪       | ۰    | ۰٪     | ۷۲۰٬۸۷۷    | ۱۰۰٪  |
| ناحیه مولتان                               | ۵۷۰٬۲۵۴   | ۸۰٫۲۵٪ | ۱۳۳٬۵۶۰   | ۱۸٫۷۹٪   | ۴٬۶۶۲    | ۰٫۶۶٪    | ۱٬۹۶۴  | ۰٫۲۸٪  | ۱۳۴      | ۰٫۰۲٪    | ۵۲   | ۰٫۰۱٪  | ۷۱۰٬۶۲۶    | ۱۰۰٪  |
| ناحیه جهلم                                 | ۵۲۶٬۷۲۵   | ۸۸٫۶۷٪ | ۵۱٬۸۰۱    | ۸٫۷۲٪    | ۱۵٬۰۷۰   | ۲٫۵۴٪    | ۲۷۱    | ۰٫۰۵٪  | ۱۵۱      | ۰٫۰۳٪    | ۰    | ۰٪     | ۵۹۴٬۰۱۸    | ۱۰۰٪  |
| ناحیه شاهپور                               | ۴۴۲٬۹۲۱   | ۸۴٫۴۹٪ | ۶۸٬۴۸۹    | ۱۳٫۰۶٪   | ۱۲٬۷۵۶   | ۲٫۴۳٪    | ۹۱     | ۰٫۰۲٪  | ۲        | ۰٪       | ۰    | ۰٪     | ۵۲۴٬۲۵۹    | ۱۰۰٪  |
| ناحیه دیره غازی خان                        | ۴۱۲٬۰۱۲   | ۸۷٫۴۵٪ | ۵۷٬۸۱۵    | ۱۲٫۲۷٪   | ۱٬۰۲۷    | ۰٫۲۲٪    | ۱۵۲    | ۰٫۰۳٪  | ۱۴۳      | ۰٫۰۳٪    | ۰    | ۰٪     | ۴۷۱٬۱۴۹    | ۱۰۰٪  |
| ناحیه مونتگومری                            | ۳۳۴٬۴۷۴   | ۷۲٫۱۵٪ | ۱۰۹٬۹۴۵   | ۲۳٫۷۲٪   | ۱۹٬۰۹۲   | ۴٫۱۲٪    | ۶۶     | ۰٫۰۱٪  | ۸        | ۰٪       | ۱    | ۰٪     | ۴۶۳٬۵۸۶    | ۱۰۰٪  |
| ناحیه میانوالی                             | ۳۷۱٬۶۷۴   | ۸۷٫۵۴٪ | ۵۰٬۲۰۲    | ۱۱٫۸۲٪   | ۲٬۶۳۳    | ۰٫۶۲٪    | ۴۴     | ۰٫۰۱٪  | ۳۵       | ۰٫۰۱٪    | ۰    | ۰٪     | ۴۲۴٬۵۸۸    | ۱۰۰٪  |
| ناحیه مظفرگره                              | ۳۵۰٬۱۷۷   | ۸۶٫۳۲٪ | ۵۲٬۲۲۱    | ۱۲٫۸۷٪   | ۳٬۲۲۵    | ۰٫۸٪     | ۳۳     | ۰٫۰۱٪  | ۰        | ۰٪       | ۰    | ۰٪     | ۴۰۵٬۶۵۶    | ۱۰۰٪  |
| ناحیه جهنگ                                 | ۲۹۵٬۴۸۱   | ۷۸٫۰۳٪ | ۷۹٬۶۵۰    | ۲۱٫۰۳٪   | ۳٬۵۲۶    | ۰٫۹۳٪    | ۳۸     | ۰٫۰۱٪  | ۰        | ۰٪       | ۰    | ۰٪     | ۳۷۸٬۶۹۵    | ۱۰۰٪  |
| تحصیل شکرگره                               | ۱۱۵٬۱۸۹   | ۴۹٫۱۳٪ | ۱۱۱٬۸۱۹   | ۴۷٫۶۹٪   | ۶٬۵۵۷    | ۲٫۸٪     | ۹۰۰    | ۰٫۳۸٪  | ۰        | ۰٪       | ۰    | ۰٪     | ۲۳۴٬۴۶۵    | ۱۰۰٪  |
| تراکت ترانس مرزی بلوچ                      | ۲۳٬۹۵۱    | ۹۹٫۴۴٪ | ۱۳۶       | ۰٫۵۶٪    | ۰        | ۰٪       | ۰      | ۰٪     | ۰        | ۰٪       | ۰    | ۰٪     | ۲۴٬۰۸۷     | ۱۰۰٪  |
| مجموع                                      | ۷٬۹۵۱٬۱۵۵ | ۷۶٫۲۵٪ | ۱٬۹۴۴٬۳۶۳ | ۱۸٫۶۵٪   | ۴۸۳٬۹۹۹  | ۴٫۶۴٪    | ۴۲٬۳۷۱ | ۰٫۴۱٪  | ۵٬۵۶۲    | ۰٫۰۵٪    | ۳۱۵  | ۰٫۰۰۳٪ | ۱۰٬۴۲۷٬۷۶۵ | ۱۰۰٪  |
| قلمرو شامل ایالت معاصر پنجاب، پاکستان است. |           |        |           |          |          |          |        |        |          |          |      |        |            |       |

#### سرشماری ۱۹۱۱
ادیان در پنجاب غربی، پاکستان (سال 1911)
| ناحیه/ ایالت شاهزاده نشین                  | اسلام     | اسلام  | هندوئیسم  | هندوئیسم | آئین سیک | آئین سیک | مسیحیت  | مسیحیت | آئین جین | آئین جین | دیگر  | دیگر  | مجموع      | مجموع |
| ناحیه/ ایالت شاهزاده نشین                  | جمعیت     | %      | جمعیت     | %        | جمعیت    | %        | جمعیت   | %      | جمعیت    | %        | جمعیت | %     | جمعیت      | %     |
| ------------------------------------------ | --------- | ------ | --------- | -------- | -------- | -------- | ------- | ------ | -------- | -------- | ----- | ----- | ---------- | ----- |
| ناحیه لاهور                                | ۶۲۶٬۲۷۱   | ۶۰٫۴۴٪ | ۲۱۷٬۶۰۹   | ۲۱٪      | ۱۶۹٬۰۰۸  | ۱۶٫۳۱٪   | ۲۱٬۷۸۱  | ۲٫۱٪   | ۱٬۱۳۹    | ۰٫۱۱٪    | ۳۵۰   | ۰٫۰۳٪ | ۱٬۰۳۶٬۱۵۸  | ۱۰۰٪  |
| ناحیه سیالکوت                              | ۶۰۴٬۸۰۱   | ۶۱٫۷۴٪ | ۲۴۲٬۳۲۵   | ۲۴٫۷۴٪   | ۸۱٬۷۶۱   | ۸٫۳۵٪    | ۴۸٬۶۲۰  | ۴٫۹۶٪  | ۲٬۰۲۹    | ۰٫۲۱٪    | ۱۷    | ۰٪    | ۹۷۹٬۵۵۳    | ۱۰۰٪  |
| ناحیه گوجرانوالا                           | ۶۲۲٬۴۳۰   | ۶۷٫۴٪  | ۱۷۶٬۰۷۵   | ۱۹٫۰۷٪   | ۱۰۷٬۷۴۸  | ۱۱٫۶۷٪   | ۱۶٬۲۱۵  | ۱٫۷۶٪  | ۹۵۰      | ۰٫۱٪     | ۱     | ۰٪    | ۹۲۳٬۴۱۹    | ۱۰۰٪  |
| ناحیه فیصل آباد                            | ۵۲۴٬۲۸۸   | ۶۱٫۱۳٪ | ۱۵۴٬۶۰۳   | ۱۸٫۰۳٪   | ۱۴۶٬۶۷۰  | ۱۷٫۱٪    | ۳۲٬۰۲۳  | ۳٫۷۳٪  | ۱۲۵      | ۰٫۰۱٪    | ۲     | ۰٪    | ۸۵۷٬۷۱۱    | ۱۰۰٪  |
| ناحیه مولتان                               | ۶۶۵٬۴۸۸   | ۸۱٫۶۷٪ | ۱۲۶٬۶۰۳   | ۱۵٫۵۴٪   | ۱۹٬۸۸۱   | ۲٫۴۴٪    | ۲٬۴۴۱   | ۰٫۳٪   | ۳۹۴      | ۰٫۰۵٪    | ۶۴    | ۰٫۰۱٪ | ۸۱۴٬۸۷۱    | ۱۰۰٪  |
| ایالت بهاوالپور                            | ۶۵۴٬۲۴۷   | ۸۳٫۸۱٪ | ۱۰۹٬۵۴۸   | ۱۴٫۰۳٪   | ۱۶٬۶۳۰   | ۲٫۱۳٪    | ۱۹۹     | ۰٫۰۳٪  | ۱۵       | ۰٪       | ۲     | ۰٪    | ۷۸۰٬۶۴۱    | ۱۰۰٪  |
| ناحیه گجرات                                | ۶۵۰٬۸۹۳   | ۸۷٫۲۹٪ | ۴۹٬۴۳۰    | ۶٫۶۳٪    | ۴۴٬۶۹۳   | ۵٫۹۹٪    | ۵۷۰     | ۰٫۰۸٪  | ۴۸       | ۰٫۰۱٪    | ۰     | ۰٪    | ۷۴۵٬۶۳۴    | ۱۰۰٪  |
| ناحیه شاهپور                               | ۵۷۲٬۵۶۵   | ۸۳٫۳٪  | ۷۲٬۶۹۵    | ۱۰٫۵۸٪   | ۳۳٬۴۵۶   | ۴٫۸۷٪    | ۸٬۶۱۶   | ۱٫۲۵٪  | ۵        | ۰٪       | ۲۹    | ۰٪    | ۶۸۷٬۳۶۶    | ۱۰۰٪  |
| ناحیه مظفرگره                              | ۴۹۴٬۹۱۵   | ۸۶٫۹۱٪ | ۶۸٬۱۵۸    | ۱۱٫۹۷٪   | ۶٬۳۲۲    | ۱٫۱۱٪    | ۶۰      | ۰٫۰۱٪  | ۱        | ۰٪       | ۵     | ۰٪    | ۵۶۹٬۴۶۱    | ۱۰۰٪  |
| ناحیه راولپندی                             | ۴۵۸٬۱۰۱   | ۸۳٫۶۲٪ | ۴۸٬۴۴۹    | ۸٫۸۴٪    | ۳۱٬۸۳۹   | ۵٫۸۱٪    | ۸٬۳۲۰   | ۱٫۵۲٪  | ۱٬۰۲۸    | ۰٫۱۹٪    | ۹۰    | ۰٫۰۲٪ | ۵۴۷٬۸۲۷    | ۱۰۰٪  |
| ناحیه مونتگومری                            | ۳۹۹٬۷۲۳   | ۷۴٫۶۷٪ | ۶۶٬۸۰۳    | ۱۲٫۴۸٪   | ۶۸٬۱۷۵   | ۱۲٫۷۴٪   | ۵۸۱     | ۰٫۱۱٪  | ۱۳       | ۰٪       | ۴     | ۰٪    | ۵۳۵٬۲۹۹    | ۱۰۰٪  |
| ناحیه اتک                                  | ۴۷۱٬۸۹۰   | ۹۰٫۸۸٪ | ۱۹٬۷۴۱    | ۳٫۸٪     | ۲۶٬۹۱۴   | ۵٫۱۸٪    | ۷۰۷     | ۰٫۱۴٪  | ۹        | ۰٪       | ۱۲    | ۰٪    | ۵۱۹٬۲۷۳    | ۱۰۰٪  |
| ناحیه جهنگ                                 | ۴۲۲٬۴۶۸   | ۸۱٫۹۵٪ | ۷۳٬۴۲۶    | ۱۴٫۲۴٪   | ۱۹٬۴۲۷   | ۳٫۷۷٪    | ۲۰۱     | ۰٫۰۴٪  | ۴        | ۰٪       | ۰     | ۰٪    | ۵۱۵٬۵۲۶    | ۱۰۰٪  |
| ناحیه جهلم                                 | ۴۵۲٬۲۶۰   | ۸۸٫۴۱٪ | ۳۴٬۲۶۱    | ۶٫۷٪     | ۲۴٬۴۳۶   | ۴٫۷۸٪    | ۴۵۰     | ۰٫۰۹٪  | ۱۶۳      | ۰٫۰۳٪    | ۵     | ۰٪    | ۵۱۱٬۵۷۵    | ۱۰۰٪  |
| ناحیه دیره غازی خان                        | ۴۴۲٬۲۳۴   | ۸۸٫۴۷٪ | ۵۶٬۴۸۵    | ۱۱٫۳٪    | ۱٬۰۴۲    | ۰٫۲۱٪    | ۷۶      | ۰٫۰۲٪  | ۲۳       | ۰٪       | ۰     | ۰٪    | ۴۹۹٬۸۶۰    | ۱۰۰٪  |
| ناحیه میانوالی                             | ۲۹۹٬۹۷۱   | ۸۷٫۸۷٪ | ۳۶٬۳۲۶    | ۱۰٫۶۴٪   | ۴٬۸۸۱    | ۱٫۴۳٪    | ۱۶۸     | ۰٫۰۵٪  | ۳۱       | ۰٫۰۱٪    | ۰     | ۰٪    | ۳۴۱٬۳۷۷    | ۱۰۰٪  |
| تحصیل شکرگره                               | ۱۰۳٬۳۵۶   | ۴۹٫۱۱٪ | ۹۳٬۰۵۲    | ۴۴٫۲۲٪   | ۱۰٬۵۵۳   | ۵٫۰۱٪    | ۳٬۴۸۶   | ۱٫۶۶٪  | ۰        | ۰٪       | ۰     | ۰٪    | ۲۱۰٬۴۴۷    | ۱۰۰٪  |
| تراکت ترانس مرزی بلوچ                      | ۲۸٬۴۱۳    | ۹۹٫۳۹٪ | ۱۶۹       | ۰٫۵۹٪    | ۵        | ۰٫۰۲٪    | ۰       | ۰٪     | ۰        | ۰٪       | ۰     | ۰٪    | ۲۸٬۵۸۷     | ۱۰۰٪  |
| مجموع                                      | ۸٬۴۹۴٬۳۱۴ | ۷۶٫۴۹٪ | ۱٬۶۴۵٬۷۵۸ | ۱۴٫۸۲٪   | ۸۱۳٬۴۴۱  | ۷٫۳۳٪    | ۱۴۴٬۵۱۴ | ۱٫۳٪   | ۵٬۹۷۷    | ۰٫۰۵٪    | ۵۸۱   | ۰٫۰۱٪ | ۱۱٬۱۰۴٬۵۸۵ | ۱۰۰٪  |
| قلمرو شامل ایالت معاصر پنجاب، پاکستان است. |           |        |           |          |          |          |         |        |          |          |       |       |            |       |

#### سرشماری ۱۹۲۱
ادیان در پنجاب غربی، پاکستان (سال 1921)
| ناحیه/ ایالت شاهزاده نشین                  | اسلام     | اسلام  | هندوئیسم  | هندوئیسم | آئین سیک | آئین سیک | مسیحیت  | مسیحیت | آئین جین | آئین جین | دیگر  | دیگر   | مجموع      | مجموع |
| ناحیه/ ایالت شاهزاده نشین                  | جمعیت     | %      | جمعیت     | %        | جمعیت    | %        | جمعیت   | %      | جمعیت    | %        | جمعیت | %      | جمعیت      | %     |
| ------------------------------------------ | --------- | ------ | --------- | -------- | -------- | -------- | ------- | ------ | -------- | -------- | ----- | ------ | ---------- | ----- |
| ناحیه لاهور                                | ۶۴۷٬۶۴۰   | ۵۷٫۲۵٪ | ۲۵۵٬۶۹۰   | ۲۲٫۶٪    | ۱۷۹٬۹۷۵  | ۱۵٫۹۱٪   | ۴۶٬۴۵۴  | ۴٫۱۱٪  | ۱٬۲۰۹    | ۰٫۱۱٪    | ۳۶۸   | ۰٫۰۳٪  | ۱٬۱۳۱٬۳۳۶  | ۱۰۰٪  |
| ناحیه فیصل آباد                            | ۵۹۴٬۹۱۷   | ۶۰٫۷۴٪ | ۱۸۱٬۴۸۸   | ۱۸٫۵۳٪   | ۱۶۰٬۸۲۱  | ۱۶٫۴۲٪   | ۴۲٬۰۰۴  | ۴٫۲۹٪  | ۲۳۱      | ۰٫۰۲٪    | ۲     | ۰٪     | ۹۷۹٬۴۶۳    | ۱۰۰٪  |
| ناحیه سیالکوت                              | ۵۸۰٬۵۳۲   | ۶۱٫۹٪  | ۲۱۷٬۹۱۲   | ۲۳٫۲۴٪   | ۷۴٬۹۳۹   | ۷٫۹۹٪    | ۶۲٬۲۶۶  | ۶٫۶۴٪  | ۲٬۱۴۷    | ۰٫۲۳٪    | ۲۷    | ۰٪     | ۹۳۷٬۸۲۳    | ۱۰۰٪  |
| ناحیه مولتان                               | ۷۳۱٬۶۰۵   | ۸۲٫۱۸٪ | ۱۳۴٬۰۱۳   | ۱۵٫۰۵٪   | ۱۸٬۵۶۲   | ۲٫۰۸٪    | ۶٬۰۰۶   | ۰٫۶۷٪  | ۲۸       | ۰٪       | ۵۰    | ۰٫۰۱٪  | ۸۹۰٬۲۶۴    | ۱۰۰٪  |
| ناحیه گجرات                                | ۷۰۹٬۶۸۴   | ۸۶٫۱۲٪ | ۶۲٬۵۲۹    | ۷٫۵۹٪    | ۴۹٬۴۵۶   | ۶٪       | ۲٬۳۷۳   | ۰٫۲۹٪  | ۴        | ۰٪       | ۰     | ۰٪     | ۸۲۴٬۰۴۶    | ۱۰۰٪  |
| ایالت بهاوالپور                            | ۶۴۷٬۲۰۷   | ۸۲٫۸۵٪ | ۱۱۴٬۶۲۱   | ۱۴٫۶۷٪   | ۱۹٬۰۷۱   | ۲٫۴۴٪    | ۲۸۳     | ۰٫۰۴٪  | ۱        | ۰٪       | ۸     | ۰٪     | ۷۸۱٬۱۹۱    | ۱۰۰٪  |
| ناحیه شاهپور                               | ۵۹۶٬۱۰۰   | ۸۲٫۸٪  | ۸۲٬۱۸۲    | ۱۱٫۴۲٪   | ۳۰٬۳۶۱   | ۴٫۲۲٪    | ۱۱٬۲۷۰  | ۱٫۵۷٪  | ۳        | ۰٪       | ۲     | ۰٪     | ۷۱۹٬۹۱۸    | ۱۰۰٪  |
| ناحیه مونتگومری                            | ۵۱۳٬۰۵۵   | ۷۱٫۸۸٪ | ۹۴٬۷۹۱    | ۱۳٫۲۸٪   | ۹۵٬۵۲۰   | ۱۳٫۳۸٪   | ۱۰٬۴۰۸  | ۱٫۴۶٪  | ۱۲       | ۰٪       | ۰     | ۰٪     | ۷۱۳٬۷۸۶    | ۱۰۰٪  |
| ناحیه گوجرانوالا                           | ۴۴۳٬۱۴۷   | ۷۱٫۰۶٪ | ۱۰۱٬۵۶۶   | ۱۶٫۲۹٪   | ۵۰٬۸۰۲   | ۸٫۱۵٪    | ۲۷٬۳۰۸  | ۴٫۳۸٪  | ۷۵۴      | ۰٫۱۲٪    | ۴     | ۰٪     | ۶۲۳٬۵۸۱    | ۱۰۰٪  |
| ناحیه جهنگ                                 | ۴۷۵٬۳۸۸   | ۸۳٫۳۲٪ | ۸۵٬۳۳۹    | ۱۴٫۹۶٪   | ۹٬۳۷۶    | ۱٫۶۴٪    | ۴۴۹     | ۰٫۰۸٪  | ۷        | ۰٪       | ۰     | ۰٪     | ۵۷۰٬۵۵۹    | ۱۰۰٪  |
| ناحیه راولپندی                             | ۴۷۰٬۰۳۸   | ۸۲٫۵۸٪ | ۵۷٬۱۸۵    | ۱۰٫۰۵٪   | ۳۱٬۷۱۸   | ۵٫۵۷٪    | ۹٬۲۸۶   | ۱٫۶۳٪  | ۹۵۴      | ۰٫۱۷٪    | ۴۳    | ۰٫۰۱٪  | ۵۶۹٬۲۲۴    | ۱۰۰٪  |
| ناحیه مظفرگره                              | ۴۹۳٬۳۶۹   | ۸۶٫۷۹٪ | ۶۹٬۸۷۸    | ۱۲٫۲۹٪   | ۴٬۸۶۹    | ۰٫۸۶٪    | ۳۵۶     | ۰٫۰۶٪  | ۶        | ۰٪       | ۰     | ۰٪     | ۵۶۸٬۴۷۸    | ۱۰۰٪  |
| ناحیه شیخوپوره                             | ۳۳۰٬۸۸۰   | ۶۳٫۲۵٪ | ۸۵٬۷۸۱    | ۱۶٫۴٪    | ۸۲٬۹۶۵   | ۱۵٫۸۶٪   | ۲۳٬۴۳۱  | ۴٫۴۸٪  | ۷۸       | ۰٫۰۱٪    | ۰     | ۰٪     | ۵۲۳٬۱۳۵    | ۱۰۰٪  |
| ناحیه اتک                                  | ۴۶۵٬۶۹۴   | ۹۰٫۹۱٪ | ۲۶٬۱۸۴    | ۵٫۱۱٪    | ۱۹٬۸۰۹   | ۳٫۸۷٪    | ۵۵۷     | ۰٫۱۱٪  | ۵        | ۰٪       | ۰     | ۰٪     | ۵۱۲٬۲۴۹    | ۱۰۰٪  |
| ناحیه جهلم                                 | ۴۲۲٬۹۷۹   | ۸۸٫۶۶٪ | ۳۴٬۸۳۷    | ۷٫۳٪     | ۱۸٬۶۲۶   | ۳٫۹٪     | ۴۳۰     | ۰٫۰۹٪  | ۱۹۵      | ۰٫۰۴٪    | ۱     | ۰٪     | ۴۷۷٬۰۶۸    | ۱۰۰٪  |
| ناحیه دیره غازی خان                        | ۴۱۱٬۴۳۱   | ۸۷٫۷۲٪ | ۵۶٬۳۴۶    | ۱۲٫۰۱٪   | ۹۳۲      | ۰٫۲٪     | ۴۷      | ۰٫۰۱٪  | ۲۹۶      | ۰٫۰۶٪    | ۰     | ۰٪     | ۴۶۹٬۰۵۲    | ۱۰۰٪  |
| ناحیه میانوالی                             | ۳۰۸٬۸۷۶   | ۸۶٫۲۳٪ | ۴۵٬۹۷۴    | ۱۲٫۸۳٪   | ۲٬۹۸۶    | ۰٫۸۳٪    | ۳۶۹     | ۰٫۱٪   | ۰        | ۰٪       | ۰     | ۰٪     | ۳۵۸٬۲۰۵    | ۱۰۰٪  |
| تحصیل شکرگره                               | ۱۰۶٬۱۶۸   | ۴۹٫۸۸٪ | ۹۰٬۶۴۵    | ۴۲٫۵۹٪   | ۱۲٬۳۰۳   | ۵٫۷۸٪    | ۳٬۷۳۳   | ۱٫۷۵٪  | ۰        | ۰٪       | ۰     | ۰٪     | ۲۱۲٬۸۴۹    | ۱۰۰٪  |
| تراکت ترانس مرزی بلوچ                      | ۲۶٬۵۷۸    | ۹۹٫۳۳٪ | ۱۸۰       | ۰٫۶۷٪    | ۰        | ۰٪       | ۰       | ۰٪     | ۰        | ۰٪       | ۰     | ۰٪     | ۲۶٬۷۵۸     | ۱۰۰٪  |
| مجموع                                      | ۸٬۹۷۵٬۲۸۸ | ۷۵٫۴۹٪ | ۱٬۷۹۷٬۱۴۱ | ۱۵٫۱۲٪   | ۸۶۳٬۰۹۱  | ۷٫۲۶٪    | ۲۴۷٬۰۳۰ | ۲٫۰۸٪  | ۵٬۹۳۰    | ۰٫۰۵٪    | ۵۰۵   | ۰٫۰۰۴٪ | ۱۱٬۸۸۸٬۹۸۵ | ۱۰۰٪  |
| قلمرو شامل ایالت معاصر پنجاب، پاکستان است. |           |        |           |          |          |          |         |        |          |          |       |        |            |       |

#### سرشماری ۱۹۳۱
ادیان در پنجاب غربی، پاکستان (سال 1931)
| ناحیه/ ایالت شاهزاده نشین                  | اسلام      | اسلام  | هندوئیسم  | هندوئیسم | آئین سیک  | آئین سیک | مسیحیت  | مسیحیت | آئین جین | آئین جین | دیگر  | دیگر   | مجموع      | مجموع |
| ناحیه/ ایالت شاهزاده نشین                  | جمعیت      | %      | جمعیت     | %        | جمعیت     | %        | جمعیت   | %      | جمعیت    | %        | جمعیت | %      | جمعیت      | %     |
| ------------------------------------------ | ---------- | ------ | --------- | -------- | --------- | -------- | ------- | ------ | -------- | -------- | ----- | ------ | ---------- | ----- |
| ناحیه لاهور                                | ۸۱۵٬۸۲۰    | ۵۹٫۱۸٪ | ۲۵۹٬۷۲۵   | ۱۸٫۸۴٪   | ۲۴۴٬۳۰۴   | ۱۷٫۷۲٪   | ۵۷٬۰۹۷  | ۴٫۱۴٪  | ۱٬۴۵۰    | ۰٫۱۱٪    | ۱۷۴   | ۰٫۰۱٪  | ۱٬۳۷۸٬۵۷۰  | ۱۰۰٪  |
| ناحیه مولتان                               | ۹۴۲٬۹۳۷    | ۸۰٫۲۶٪ | ۱۸۲٬۰۲۹   | ۱۵٫۴۹٪   | ۳۹٬۴۵۳    | ۳٫۳۶٪    | ۹٬۹۲۴   | ۰٫۸۴٪  | ۴۴۰      | ۰٫۰۴٪    | ۱۱۷   | ۰٫۰۱٪  | ۱٬۱۷۴٬۹۰۰  | ۱۰۰٪  |
| ناحیه فیصل آباد                            | ۷۲۰٬۹۹۶    | ۶۲٫۶۲٪ | ۱۷۳٬۳۴۴   | ۱۵٫۰۶٪   | ۲۱۱٬۳۹۱   | ۱۸٫۳۶٪   | ۴۵٬۵۱۸  | ۳٫۹۵٪  | ۹۵       | ۰٫۰۱٪    | ۷     | ۰٪     | ۱٬۱۵۱٬۳۵۱  | ۱۰۰٪  |
| ناحیه مونتگومری                            | ۶۹۷٬۵۴۲    | ۶۹٫۷۷٪ | ۱۳۶٬۷۸۳   | ۱۳٫۶۸٪   | ۱۴۸٬۱۵۵   | ۱۴٫۸۲٪   | ۱۷٬۲۴۵  | ۱٫۷۲٪  | ۳۸       | ۰٪       | ۹     | ۰٪     | ۹۹۹٬۷۷۲    | ۱۰۰٪  |
| ایالت بهاوالپور                            | ۷۹۹٬۱۷۶    | ۸۱٫۱۷٪ | ۱۴۹٬۴۵۴   | ۱۵٫۱۸٪   | ۳۴٬۸۹۶    | ۳٫۵۴٪    | ۱٬۰۵۴   | ۰٫۱۱٪  | ۱۲       | ۰٪       | ۲۰    | ۰٪     | ۹۸۴٬۶۱۲    | ۱۰۰٪  |
| ناحیه سیالکوت                              | ۶۰۹٬۶۳۳    | ۶۲٫۲۳٪ | ۲۰۶٬۴۲۱   | ۲۱٫۰۷٪   | ۹۴٬۹۵۵    | ۹٫۶۹٪    | ۶۶٬۳۶۵  | ۶٫۷۷٪  | ۲٬۲۳۶    | ۰٫۲۳٪    | ۷     | ۰٪     | ۹۷۹٬۶۱۷    | ۱۰۰٪  |
| ناحیه گجرات                                | ۷۸۶٬۷۵۰    | ۸۵٫۲۹٪ | ۷۳٬۳۵۶    | ۷٫۹۵٪    | ۵۹٬۱۸۸    | ۶٫۴۲٪    | ۳٬۰۹۷   | ۰٫۳۴٪  | ۳۲       | ۰٪       | ۴     | ۰٪     | ۹۲۲٬۴۲۷    | ۱۰۰٪  |
| ناحیه شاهپور                               | ۶۷۹٬۵۴۶    | ۸۲٫۷۲٪ | ۹۰٬۵۶۱    | ۱۱٫۰۲٪   | ۴۰٬۰۷۴    | ۴٫۸۸٪    | ۱۱٬۲۹۴  | ۱٫۳۷٪  | ۱۴       | ۰٪       | ۱     | ۰٪     | ۸۲۱٬۴۹۰    | ۱۰۰٪  |
| ناحیه گوجرانوالا                           | ۵۲۱٬۳۴۳    | ۷۰٫۸۲٪ | ۹۲٬۷۶۴    | ۱۲٫۶٪    | ۷۱٬۵۹۵    | ۹٫۷۳٪    | ۴۹٬۳۶۴  | ۶٫۷۱٪  | ۱٬۰۷۱    | ۰٫۱۵٪    | ۱     | ۰٪     | ۷۳۶٬۱۳۸    | ۱۰۰٪  |
| ناحیه شیخوپوره                             | ۴۴۵٬۹۹۶    | ۶۴٫۰۱٪ | ۸۱٬۸۸۷    | ۱۱٫۷۵٪   | ۱۱۹٬۴۷۷   | ۱۷٫۱۵٪   | ۴۹٬۲۶۶  | ۷٫۰۷٪  | ۱۰۰      | ۰٫۰۱٪    | ۶     | ۰٪     | ۶۹۶٬۷۳۲    | ۱۰۰٪  |
| ناحیه جهنگ                                 | ۵۵۲٬۸۵۳    | ۸۳٫۱۶٪ | ۱۰۲٬۹۹۰   | ۱۵٫۴۹٪   | ۸٬۴۷۶     | ۱٫۲۷٪    | ۴۹۴     | ۰٫۰۷٪  | ۰        | ۰٪       | ۲۰    | ۰٪     | ۶۶۴٬۸۳۳    | ۱۰۰٪  |
| ناحیه راولپندی                             | ۵۲۴٬۹۶۵    | ۸۲٫۷۶٪ | ۵۹٬۴۸۵    | ۹٫۳۸٪    | ۴۱٬۲۶۵    | ۶٫۵۱٪    | ۷٬۴۸۶   | ۱٫۱۸٪  | ۱٬۰۷۷    | ۰٫۱۷٪    | ۷۹    | ۰٫۰۱٪  | ۶۳۴٬۳۵۷    | ۱۰۰٪  |
| ناحیه مظفرگره                              | ۵۱۳٬۲۶۵    | ۸۶٫۷۹٪ | ۷۲٬۵۷۷    | ۱۲٫۲۷٪   | ۵٬۲۸۷     | ۰٫۸۹٪    | ۲۴۶     | ۰٫۰۴٪  | ۰        | ۰٪       | ۰     | ۰٪     | ۵۹۱٬۳۷۵    | ۱۰۰٪  |
| ناحیه اتک                                  | ۵۳۱٬۷۹۳    | ۹۱٫۰۷٪ | ۳۱٬۹۳۲    | ۵٫۴۷٪    | ۱۹٬۵۲۲    | ۳٫۳۴٪    | ۷۱۰     | ۰٫۱۲٪  | ۲        | ۰٪       | ۱     | ۰٪     | ۵۸۳٬۹۶۰    | ۱۰۰٪  |
| ناحیه جهلم                                 | ۴۸۲٬۰۹۷    | ۸۹٫۱٪  | ۳۶٬۰۶۸    | ۶٫۶۷٪    | ۲۲٬۰۳۰    | ۴٫۰۷٪    | ۶۷۲     | ۰٫۱۲٪  | ۲۰۹      | ۰٫۰۴٪    | ۰     | ۰٪     | ۵۴۱٬۰۷۶    | ۱۰۰٪  |
| ناحیه دیره غازی خان                        | ۴۳۲٬۹۱۱    | ۸۸٫۱۶٪ | ۵۷٬۲۱۷    | ۱۱٫۶۵٪   | ۷۶۰       | ۰٫۱۵٪    | ۳۱      | ۰٫۰۱٪  | ۱۲۵      | ۰٫۰۳٪    | ۰     | ۰٪     | ۴۹۱٬۰۴۴    | ۱۰۰٪  |
| ناحیه میانوالی                             | ۳۵۷٬۱۰۹    | ۸۶٫۷۷٪ | ۴۹٬۷۹۴    | ۱۲٫۱٪    | ۴٬۲۳۱     | ۱٫۰۳٪    | ۳۸۰     | ۰٫۰۹٪  | ۲۰       | ۰٪       | ۵     | ۰٪     | ۴۱۱٬۵۳۹    | ۱۰۰٪  |
| تحصیل شکرگره                               | ۱۲۵٬۸۲۸    | ۵۰٫۸۷٪ | ۱۰۱٬۳۱۸   | ۴۰٫۹۶٪   | ۱۵٬۷۳۰    | ۶٫۳۶٪    | ۴٬۴۸۷   | ۱٫۸۱٪  | ۰        | ۰٪       | ۰     | ۰٪     | ۲۴۷٬۳۶۳    | ۱۰۰٪  |
| تراکت ترانس مرزی بلوچ                      | ۲۹٬۴۶۹     | ۹۹٫۴۲٪ | ۱۷۳       | ۰٫۵۸٪    | ۰         | ۰٪       | ۰       | ۰٪     | ۰        | ۰٪       | ۰     | ۰٪     | ۲۹٬۶۴۲     | ۱۰۰٪  |
| مجموع                                      | ۱۰٬۵۷۰٬۰۲۹ | ۷۵٫۲۸٪ | ۱٬۹۵۷٬۸۷۸ | ۱۳٫۹۴٪   | ۱٬۱۸۰٬۷۸۹ | ۸٫۴۱٪    | ۳۲۴٬۷۳۰ | ۲٫۳۱٪  | ۶٬۹۲۱    | ۰٫۰۵٪    | ۴۵۱   | ۰٫۰۰۳٪ | ۱۴٬۰۴۰٬۷۹۸ | ۱۰۰٪  |
| قلمرو شامل ایالت معاصر پنجاب، پاکستان است. |            |        |           |          |           |          |         |        |          |          |       |        |            |       |

#### سرشماری ۱۹۴۱
ادیان در پنجاب غربی، پاکستان (سال 1941)
در زمان استقلال پاکستان، پنجاب غربی ایالتی با جمعیت اکثریت مسلمان اما شامل اقلیتی قابل توجه از هندو و سیک بود که تقریباً همه این اقلیت‌ها، پنجاب غربی را به مقصد هند ترک کردند. در طرف مقابل نیز جمعیت زیادی از مسلمانان هند که به طرف پاکستان فرار می‌کردند جایگزین آن‌ها شدند.
| ناحیه/ ایالت شاهزاده نشین                  | اسلام      | اسلام  | هندوئیسم  | هندوئیسم | آئین سیک  | آئین سیک | مسیحیت  | مسیحیت | آئین جین | آئین جین | دیگر   | دیگر  | مجموع      | مجموع |
| ناحیه/ ایالت شاهزاده نشین                  | جمعیت      | %      | جمعیت     | %        | جمعیت     | %        | جمعیت   | %      | جمعیت    | %        | جمعیت  | %     | جمعیت      | %     |
| ------------------------------------------ | ---------- | ------ | --------- | -------- | --------- | -------- | ------- | ------ | -------- | -------- | ------ | ----- | ---------- | ----- |
| ناحیه لاهور                                | ۱٬۰۲۷٬۷۷۲  | ۶۰٫۶۲٪ | ۲۸۴٬۶۸۹   | ۱۶٫۷۹٪   | ۳۱۰٬۶۴۶   | ۱۸٫۳۲٪   | ۷۰٬۱۴۷  | ۴٫۱۴٪  | ۱٬۹۵۱    | ۰٫۱۲٪    | ۱۷۰    | ۰٫۰۱٪ | ۱٬۶۹۵٬۳۷۵  | ۱۰۰٪  |
| ناحیه مولتان                               | ۱٬۱۵۷٬۹۱۱  | ۷۸٫۰۱٪ | ۲۴۹٬۸۷۲   | ۱۶٫۸۳٪   | ۶۱٬۶۲۸    | ۴٫۱۵٪    | ۱۴٬۲۹۰  | ۰٫۹۶٪  | ۵۵۲      | ۰٫۰۴٪    | ۸۰     | ۰٫۰۱٪ | ۱٬۴۸۴٬۳۳۳  | ۱۰۰٪  |
| ناحیه فیصل آباد                            | ۸۷۷٬۵۱۸    | ۶۲٫۸۵٪ | ۲۰۴٬۰۵۹   | ۱۴٫۶۱٪   | ۲۶۲٬۷۳۷   | ۱۸٫۸۲٪   | ۵۱٬۹۴۸  | ۳٫۷۲٪  | ۳۵       | ۰٪       | ۸      | ۰٪    | ۱٬۳۹۶٬۳۰۵  | ۱۰۰٪  |
| ایالت بهاوالپور                            | ۱٬۰۹۸٬۸۱۴  | ۸۱٫۹۳٪ | ۱۷۴٬۴۰۸   | ۱۳٪      | ۴۶٬۹۴۵    | ۳٫۵٪     | ۳٬۰۴۸   | ۰٫۲۳٪  | ۳۵۱      | ۰٫۰۳٪    | ۱۷٬۶۴۳ | ۱٫۳۲٪ | ۱٬۳۴۱٬۲۰۹  | ۱۰۰٪  |
| ناحیه مونتگومری                            | ۹۱۸٬۵۶۴    | ۶۹٫۱۱٪ | ۲۱۰٬۹۶۶   | ۱۵٫۸۷٪   | ۱۷۵٬۰۶۴   | ۱۳٫۱۷٪   | ۲۴٬۴۳۲  | ۱٫۸۴٪  | ۴۹       | ۰٪       | ۲۸     | ۰٪    | ۱٬۳۲۹٬۱۰۳  | ۱۰۰٪  |
| ناحیه سیالکوت                              | ۷۳۹٬۲۱۸    | ۶۲٫۰۹٪ | ۲۳۱٬۳۱۹   | ۱۹٫۴۳٪   | ۱۳۹٬۴۰۹   | ۱۱٫۷۱٪   | ۷۵٬۸۳۱  | ۶٫۳۷٪  | ۳٬۲۵۰    | ۰٫۲۷٪    | ۱٬۴۷۰  | ۰٫۱۲٪ | ۱٬۱۹۰٬۴۹۷  | ۱۰۰٪  |
| ناحیه گجرات                                | ۹۴۵٬۶۰۹    | ۸۵٫۵۸٪ | ۸۴٬۶۴۳    | ۷٫۶۶٪    | ۷۰٬۲۳۳    | ۶٫۳۶٪    | ۴٬۴۴۹   | ۰٫۴٪   | ۱۰       | ۰٪       | ۸      | ۰٪    | ۱٬۱۰۴٬۹۵۲  | ۱۰۰٪  |
| ناحیه شاهپور                               | ۸۳۵٬۹۱۸    | ۸۳٫۶۸٪ | ۱۰۲٬۱۷۲   | ۱۰٫۲۳٪   | ۴۸٬۰۴۶    | ۴٫۸۱٪    | ۱۲٬۷۷۰  | ۱٫۲۸٪  | ۱۳       | ۰٪       | ۲      | ۰٪    | ۹۹۸٬۹۲۱    | ۱۰۰٪  |
| ناحیه گوجرانوالا                           | ۶۴۲٬۷۰۶    | ۷۰٫۴۵٪ | ۱۰۸٬۱۱۵   | ۱۱٫۸۵٪   | ۹۹٬۱۳۹    | ۱۰٫۸۷٪   | ۶۰٬۸۲۹  | ۶٫۶۷٪  | ۱٬۴۴۵    | ۰٫۱۶٪    | ۰      | ۰٪    | ۹۱۲٬۲۳۴    | ۱۰۰٪  |
| ناحیه شیخوپوره                             | ۵۴۲٬۳۴۴    | ۶۳٫۶۲٪ | ۸۹٬۱۸۲    | ۱۰٫۴۶٪   | ۱۶۰٬۷۰۶   | ۱۸٫۸۵٪   | ۶۰٬۰۵۴  | ۷٫۰۴٪  | ۲۲۱      | ۰٫۰۳٪    | ۱      | ۰٪    | ۸۵۲٬۵۰۸    | ۱۰۰٪  |
| ناحیه جهنگ                                 | ۶۷۸٬۷۳۶    | ۸۲٫۶۱٪ | ۱۲۹٬۸۸۹   | ۱۵٫۸۱٪   | ۱۲٬۲۳۸    | ۱٫۴۹٪    | ۷۶۳     | ۰٫۰۹٪  | ۵        | ۰٪       | ۰      | ۰٪    | ۸۲۱٬۶۳۱    | ۱۰۰٪  |
| ناحیه راولپندی                             | ۶۲۸٬۱۹۳    | ۸۰٪    | ۸۲٬۴۷۸    | ۱۰٫۵٪    | ۶۴٬۱۲۷    | ۸٫۱۷٪    | ۹٬۰۱۴   | ۱٫۱۵٪  | ۱٬۳۳۷    | ۰٫۱۷٪    | ۸۲     | ۰٫۰۱٪ | ۷۸۵٬۲۳۱    | ۱۰۰٪  |
| ناحیه مظفرگره                              | ۶۱۶٬۰۷۴    | ۸۶٫۴۲٪ | ۹۰٬۶۴۳    | ۱۲٫۷۲٪   | ۵٬۸۸۲     | ۰٫۸۳٪    | ۲۲۷     | ۰٫۰۳٪  | ۰        | ۰٪       | ۲۳     | ۰٪    | ۷۱۲٬۸۴۹    | ۱۰۰٪  |
| ناحیه اتک                                  | ۶۱۱٬۱۲۸    | ۹۰٫۴۲٪ | ۴۳٬۲۰۹    | ۶٫۳۹٪    | ۲۰٬۱۲۰    | ۲٫۹۸٪    | ۱٬۳۹۲   | ۰٫۲۱٪  | ۱۳       | ۰٪       | ۱۳     | ۰٪    | ۶۷۵٬۸۷۵    | ۱۰۰٪  |
| ناحیه جهلم                                 | ۵۶۳٬۰۳۳    | ۸۹٫۴۲٪ | ۴۰٬۸۸۸    | ۶٫۴۹٪    | ۲۴٬۶۸۰    | ۳٫۹۲٪    | ۸۹۳     | ۰٫۱۴٪  | ۱۵۹      | ۰٫۰۳٪    | ۵      | ۰٪    | ۶۲۹٬۶۵۸    | ۱۰۰٪  |
| ناحیه دیره غازی خان                        | ۵۱۲٬۶۷۸    | ۸۸٫۱۹٪ | ۶۷٬۴۰۷    | ۱۱٫۵۹٪   | ۱٬۰۷۲     | ۰٫۱۸٪    | ۸۷      | ۰٫۰۱٪  | ۱۰۶      | ۰٫۰۲٪    | ۰      | ۰٪    | ۵۸۱٬۳۵۰    | ۱۰۰٪  |
| ناحیه میانوالی                             | ۴۳۶٬۲۶۰    | ۸۶٫۱۶٪ | ۶۲٬۸۱۴    | ۱۲٫۴۱٪   | ۶٬۸۶۵     | ۱٫۳۶٪    | ۳۵۸     | ۰٫۰۷٪  | ۲۳       | ۰٪       | ۱      | ۰٪    | ۵۰۶٬۳۲۱    | ۱۰۰٪  |
| تحصیل شکرگره                               | ۱۴۹٬۶۰۰    | ۵۱٫۳۲٪ | ۱۱۶٬۵۵۳   | ۳۹٫۹۸٪   | ۲۰٬۵۷۳    | ۷٫۰۶٪    | ۴٬۷۷۹   | ۱٫۶۴٪  | ۰        | ۰٪       | ۰      | ۰٪    | ۲۹۱٬۵۰۵    | ۱۰۰٪  |
| تراکت ترانس مرزی بلوچ                      | ۴۰٬۰۸۴     | ۹۹٫۶٪  | ۱۶۰       | ۰٫۴٪     | ۲         | ۰٪       | ۰       | ۰٪     | ۰        | ۰٪       | ۰      | ۰٪    | ۴۰٬۲۴۶     | ۱۰۰٪  |
| مجموع                                      | ۱۳٬۰۲۲٬۱۶۰ | ۷۵٫۰۶٪ | ۲٬۳۷۳٬۴۶۶ | ۱۳٫۶۸٪   | ۱٬۵۳۰٬۱۱۲ | ۸٫۸۲٪    | ۳۹۵٬۳۱۱ | ۲٫۲۸٪  | ۹٬۵۲۰    | ۰٫۰۵٪    | ۱۹٬۵۳۴ | ۰٫۱۱٪ | ۱۷٬۳۵۰٬۱۰۳ | ۱۰۰٪  |
| قلمرو شامل ایالت معاصر پنجاب، پاکستان است. |            |        |           |          |           |          |         |        |          |          |        |       |            |       |

### زبان
زبان رسمی پنجاب غربی اردو بود اما بیشتر مردم به زبان پنجابی صحبت می‌کردند. جورج آبراهام گریرسون در کتاب زبان‌شناسی چند جلدی خود به نام «بررسی زبانی هند» (۱۹۰۴–۱۹۲۸) گویش‌های مختلفی آن زمان «پنجابی غربی» را سرائیکی، بلوچی، پوتواری و هندکو که در مناطق هم‌مرز خیبر پختونخوا تکلم می‌شود نام می‌برد.

## استفاده معاصر
این اصطلاح امروزه اغلب برای اشاره به ایالت جدید پنجاب پاکستان مورد استفاده قرار می‌گیرد.